# Octave Seves
Octave Seves, francoski general, * 1787, † 1860.
1. ↑  GeneaStar